# Břetislav Pojar
Břetislav Pojar, född 7 oktober 1923 i Sušice, Tjeckoslovakien, död 12 oktober 2012, var en tjeckisk animatör och filmregissör. Han arbetade under 40 år vid Studia Jiřího Trnky, tidigt i karriären som animatör på några långfilmer av Jiří Trnka själv. Bland Pojars kändaste verk som regissör märks kortfilmerna Lejonet och rosen från 1959, som vann Grand prix vid Annecys internationella festival för animerad film, och Potkali se u Kolína från 1965, som blev mycket populär i hemlandet och fick flera uppföljare. Pojar gjorde även några kortfilmer för National Film Board of Canada, däribland Balablok från 1972, som vann Grand prix för bästa kortfilm vid filmfestivalen i Cannes. År 2008 tilldelades han Statens förtjänstmedalj av andra graden av president Václav Klaus.

## Filmer i urval
- Ett glas för mycket (O skleničku víc) (1953)
- Paraplíčko (1957)
- Lejonet och rosen (Lev a písnička) (1959)
- Úvodní slovo pronese (1962)
- Potkali se u Kolína (1965)
- K princeznám se nečuchá (1965)
- Jak jeli k vodě (1965)
- Držte si klobouk (1966)
- Jak jedli vtipnou kaši (1966)
- Jak šli spát (1967)
- To See or Not to See (1969)
- Balablok (1972)
- Äppelträdsflickan (Jabloňová panna) (1973)
- Djurälskaren (Milovník zvířat) (1974)
- Bum (1979)
- "E" (1981)
- Det hemliga paketet (Motýlí čas) (1990)
- Mouseology (1994)
- Pourquoi? (1995)
- Narkoblues (1997)
- "Bashō" i Winter Days (2003)
- "Paleček" i Fimfárum 2 (2006)
- "O princezně, která se nesmála" i Autopohádky (2011)